# Flughafen Madrid-Cuatro Vientos

i7
i11
i13
Der Flughafen Madrid-Cuatro Vientos (spanisch Aeropuerto de Madrid-Cuatro Vientos, ICAO-Code: LECU / LEVS) ist der älteste Flugplatz der spanischen Hauptstadt Madrid. Der Flughafen wird als Base Aérea de Cuatro Vientos auch von der spanischen Luftwaffe genutzt. Im Jahr 2024 wurden 63.893 Flugbewegungen registriert. In unmittelbarer Nähe befindet sich das größte Luftfahrtmuseum Spaniens mit außergewöhnlichen historischen Fluggeräten und Dokumentationen.
Neben dem Flughafen Cuatro Vientos gibt es bei Madrid den Airport Madrid-Barajas als größten Flughafen Spaniens sowie die ehemalige US-Basis Torrejón, die neben dem Militär noch der allgemeinen Luftfahrt dient. Zusätzlich befindet sich im südlich gelegenen Vorort Getafe ein Militärflugplatz, an dessen Standort sich auch Fertigungsstätten der Airbus Group befinden.

## Geschichte
Am 11. Januar 1911 übergab eine Militärkommission dem Kriegsministerium von Spanien eine Empfehlung, vor den Toren von Madrid auf dem Gelände Cuatro Vientos („vier Winde“) eine Flugschule zu errichten. Am 8. Februar begannen die ersten Bauarbeiten. Es entstanden ein provisorisches Flugleitungsgebäude und Schulungsbaracken. In Frankreich wurden zwei Hangars bestellt. Mit einem Doppeldecker von Henri Farman, ausgestattet mit 70-PS-Motor von Gnome, und einem weiteren Modell von Maurice Farman mit 80 PS starken Motoren, wurden die ersten beiden Flugzeuge bestellt. Bereits am 12. März 1911 hob der erste Aeroplan vom Flugfeld Madrid Cuatro Vientos ab und überquerte in gerader Linie die Innenstadt von Madrid. Im Winter begannen weitere Baumaßnahmen und im März 1912 konnten die neue Hangars und das erste Flugleitungsgebäude ihren Betrieb aufnehmen.
1912 war auch das Gründungsjahr der spanischen Luftwaffe, die A.M.E (Aeronáutica Militar Española) unter der Führung von Kapitän Alfredo Kindelán ausgestattet mit vier Farman M.F.7, vier Lohner T-1 „Pfeil“ und drei Nieuport II.
1918 wurde ein Luftfahrt-Institut mit einem Laboratorium errichtet. 1920 eröffnet neben der Flugschule auch am 26. Januar in Cuatro Vientos das Servicio Geográfico un Laboratorio Meteorológico de Aviación Militar, (Militäreinheit für Luftbilder, Landkarten und Wetterbeobachtung). In den Jahren 1920 bis Ende 1925 wurden in der Militärflugschule zahlreiche Piloten ausgebildet. Die Escuela de Clasificación (Flugschule) wurde anschließend 1927 nach Guadalajara verlegt. Der erste Windkanal Spaniens wurde 1926 in Betrieb genommen. Zwei Jahre später erfolgte die Gründung der Hochschule für Luftfahrttechnik, Forschung und Entwicklung – der Escuela Superior Aerotécnica. 1929 wurde am Ostende des Flugplatzes ein kleines zusätzliches Flugfeld errichtet, das den Namen El Loring trägt.
Madrid-Cuatro Vientos wurde 1936 zum alternativen Airport des Flughafens Madrid-Barajas erklärt, der nationalen Linienverkehr wird aufgenommen. Während des spanischen Bürgerkrieges wurde ein Jagd- und Bombergeschwader auf Befehl der Republikanischen Verwaltung auf Cuatro Vientos stationiert. 1940 entstand das Instituto Nacional de Técnica Aerospacial (INTA) und die Hochschule für Luftfahrttechnik wird zur Militär-Akademie Academia Militar de Ingenieros Aeronáuticos. Sie übernahm ab diesem Zeitpunkt die Ausbildung der Luftfahrtingenieure. Kurz danach folgte die Escuela de Transmisiones für Triebswerktechnik.
Im November 1947 wurde mit dem Real Aeroclub de España (RACE) der erste private Fliegerclub gegründet. Dieser erhielt 1951 im Ostteil vom Flugplatz 90.000 Quadratmeter Gelände, eine befestigte Piste von 600 Meter Länge wurde gebaut. Ein Jahr später übergab das Luftfahrtministerium dem RACE weitere 338.000 Quadratmeter Fläche, die Militärs verblieben auf dem restlichen Teil. 1957 wurde Cuatro Vientos von der spanischen Luftfahrtbehörde (Aeronautica Civil) in einen Flughafen der Kategorie 3 überführt. Durch bauliche Maßnahmen erfolgte 1961 eine strikte Trennung des Flughafens in einen militärischen Teil im Norden und den zivilen Teil des Flughafens im Süden. 1965 wurde Madrid-Cuatro Vientos per Statut offiziell zum Flughafen Madrid-Cuatro Vientos erklärt. Die Einstufung in die Klassifikation 1 erfolgte 1967. 1970 wurden die Taxiways zum Anstellbereich und Abfertigungsgebäude ausgebaut, im Juli 1971 der Linienflugdienst National sowie International im Passagierbetrieb aufgenommen.
Im Dezember 1975 wurde die kurze Asphaltbahn um 300 Meter auf 1200 Meter verlängert und auf 30 Meter Breite erweitert und trägt die Bezeichnung RWY 10/28. Parallel dazu entsteht eine befestigte Naturpiste mit 1650 Meter Länge und einer Breite von 75 Meter. Die Bahn RWY 10/28 (heute 09/27) wurde nochmals um 300 Meter auf 1500 Meter ausgebaut und gleichzeitig entstand ein neuer Kontrollturm und ein Abfertigungsgebäude (Terminal).

## Militärische Nutzung
Als Militärflugplatz ist die Basis Heimat des Ala 48 (span. Flügel, ein Geschwader), mit zwei fliegenden Staffeln.
- Escuadróns 402, ausgerüstet mit Eurocopter AS 332M1/AS 532UL (HT.21/HT.27)
- Escuadróns 803, ausgerüstet mit Eurocopter AS 332B/B1 Super Puma (HD.21) (noch bis Ende 2021) und NHI(Airbus) NH90 (HT.29 Lobo) (seit 2020), Anmerkung: Die CN235MPA-100 (D.4) der 803. Staffel liegen in Getafe.

Ein weiterer Schwerpunkt bildet das Zentrum für Kartographie und Luftbildaufnahmen Centro Cartográfico y Fotográfico (CECAF).

## Zivile Nutzung
Cuatro Vientos ist heute Standort der Allgemeinen Luftfahrt für private Flugschulen und Fliegerclubs, der Einsatzstützpunkt der Polizeihubschrauber (Servicios del Estado, Dirección General de la Policía, Dirección General de Tráfico (TRAGSA) ), der Flugzeugwerft sowie einiger luftfahrttechnischer Fertigungs- und Wartungsbetriebe.

## Verkehrszahlen
| Jahr  | Fluggastaufkommen | Luftfracht (Tonnen) | Flugbewegungen |
| ----- | ----------------- | ------------------- | -------------- |
| 2024* | 1.484             | 0,002               | 63.893         |
| 2023  | 1.947             | 0,000               | 56.648         |
| 2022  | 2.225             | 0,000               | 55.587         |
| 2021  | 2.220             | 0,000               | 60.771         |
| 2020  | 1.869             | 0,000               | 44.482         |
| 2019  | 3.570             | 0,000               | 51.949         |
| 2018  | 3.351             | 0,000               | 47.310         |
| 2017  | 3.341             | 0,000               | 46.568         |
| 2016  | 2.038             | 0,000               | 35.649         |
| 2015  | 2.854             | 0,000               | 40.258         |
| 2014  | 2.228             | 0,000               | 33.217         |
| 2013  | 1.958             | 0,000               | 35.680         |
| 2012  | 2.207             | 0,000               | 37.586         |
| 2011  | 431               | 0,000               | 42.707         |
| 2010  | 295               | 0,000               | 45.300         |
| 2009  | 229               | 0,000               | 55.115         |
| 2008  | 398               | 0,000               | 52.893         |
| 2007  | 465               | 0,000               | 68.018         |
| 2006  | 179               | 0,300               | 61.505         |
| 2005  | 270               | 0,000               | 64.657         |
| 2004  | 261               | 0,000               | 66.404         |
| 2003  | 39                | 0,000               | 73.086         |
| 2002  | 0                 | 0,000               | 78.902         |
| 2001  | 0                 | 0,000               | 80.440         |
| 2000  | 52.453            | 0,000               | 71.687         |

* 2024: Vorläufige Daten

## Sehenswertes
- Luftfahrtmuseum Cuatro Vientos (Museo de Aeronáutica y Astronáutica)

## Besonderes
Papst Johannes Paul II. feierte 2003 auf dem militärischen Teil des Flughafens einen Gottesdienst mit 700.000 Jugendlichen. Auch während des Weltjugendtages 2011 war das Gelände Schauplatz einer Messe mit Papst Benedikt XVI., mit ca. 1,7 Millionen Jugendlichen.